# Pterocarpus santalinoides
Pterocarpus santalinoides är en ärtväxtart som beskrevs av Dc. Pterocarpus santalinoides ingår i släktet Pterocarpus och familjen ärtväxter. IUCN kategoriserar arten globalt som livskraftig. Inga underarter finns listade i Catalogue of Life.